# Copan
Copan – miasto w Stanach Zjednoczonych, w stanie Oklahoma, w hrabstwie Washington.